# Triparatanais meios
Triparatanais meios is een naaldkreeftjessoort uit de familie van de Paratanaidae. De wetenschappelijke naam van de soort is voor het eerst geldig gepubliceerd in 2010 door Bamber & Chatterjee.